# باسم الملك 2: عالمين
باسم الملك 2: عالمين (بالإنجليزية: In the Name of the King 2: Two Worlds )‏ هو فيلم حركة ومغامرات وفانتازيا تم انتاجه في الولايات المتحدة وكندا وألمانيا وصدر سنة 2011 بطولة دولف لندجرين وناتاسيا مالته ولوشلين مونرو وهو الجزء الثاني في سلسلة أفلام «باسم الملك».

## القصة
يتم إلقاء جندي من القوات الخاصة السابقة إلى العصور الوسطى لتحقيق نبوءة قديمة.

## الميزانية والإيرادات
كلف الفيلم ميزانية 4.5 مليون دولار امريكي.

## روابط خارجية
- باسم الملك 2: عالمين على موقع IMDb (الإنجليزية)
- باسم الملك 2: عالمين على موقع روتن توميتوز (الإنجليزية)
- باسم الملك 2: عالمين على موقع نتفليكس (الإنجليزية)
- باسم الملك 2: عالمين على موقع ألو سيني (الفرنسية)
- باسم الملك 2: عالمين على موقع أول موفي (الإنجليزية)
- باسم الملك 2: عالمين على موقع فيلمافينيتي (الإسبانية)
- باسم الملك 2: عالمين على موقع قاعدة بيانات الفيلم (الإنجليزية)
- باسم الملك 2: عالمين على موقع ليتربوكسد (الإنجليزية)
- باسم الملك 2: عالمين على موقع كينوبويسك (الروسية)